# Kozłowo (rejon andrieapolski)
Kozłowo (ros. Козлово) – wieś (dieriewnia) w Rosji, w obwodzie twerskim, w rejonie andrieapolskim. W 2021 liczyła 160 mieszkańców.